# Salmagne
Salmagne là một commune thuộc tỉnh Meuse trong vùng Grand Est đông nam nước Pháp.